# Arthur van Dijk
Pour les articles homonymes, voir Van Dijk.
Arthur van Dijk, né le 3 février 1963 à Dordrecht, est un homme politique néerlandais. Membre du Parti populaire pour la liberté et la démocratie (VVD), il est commissaire du Roi en province de Hollande-Septentrionale depuis le 1er janvier 2019. Il prête serment devant le roi Guillaume-Alexandre le 5 décembre 2018 et prend ses fonctions devant les États provinciaux le 7 janvier 2019,.

## Biographie
Étudiant en droit fiscal à l'université de Leyde, Arthur van Dijk commence sa carrière comme fonctionnaire au ministère des Finances, puis au ministère de la Justice.
En 2003, il devient échevin de la commune de Haarlemmermeer, puis en 2013, président de l'organisation de branche Transport en Logistiek Nederland (TLN). Entre avril et décembre 2018, il siège au Conseil social et économique des Pays-Bas (SER) au nom de l'organisation patronale VNO-NCW. En 2019, il est nommé commissaire du Roi en Hollande-Septentrionale.